# Гази уд-Дин Хан Ферозе Джанг I
Мир Шахаб уд-Динни Сиддики, Фарзанд-и-Арджуманд, Наваб Гази уд-Дин Хан Сиддики Баяфанди Бахадур, Ферозе Джанг I, Сипах Салар (ок. 1649 — 9 декабря 1710) — крупный могольский военный и государственный деятель. Старший сын Килич-Хана Ходжи Сиддики Баяфанди (? — 1687), видного военачальника на службе падишаха Аурангзеба. Мир Шабах уд-Дин получил ранг «Амира» с титулом Гази уд-Дин Бахадур Хана, а позднее, после смерти отца, ему был пожалован титул Ферозе Джанг.

## Биография
Родился около 1649 года в Самарканде. Старший сын Килич-Хана Ходжи Сиддики Баяфанди (? — 1687). В 1668 году он поступил на службу у могольскому императору Аурангзебу. В 1669 году ему был пожалован императорский мансаб 300 затов и 70 соваров. В 1681 году его мансаб был увеличен до 500 затов. В 1687 году за взятие двух крепостей ему было пожаловано 7000 затов и 7000 соваров. Он лишился зрения во время военной кампании маратхов, но продолжал командовать войсками. Ему были присвоены титулы — Хан (1681), Гази уд-Дин Хан Бахадур (1685) и Ферозе Джанг (1686). Служил губернатором Малвы (1706—1707), Берара (1707) и Гуджарата (1708—1710).
9 декабря 1710 года Гази уд-Дин Хан Ферозе Джанг скончался в Ахмадабаде, столице провинции Гуджарат. Он был доставлен в Дели и похоронен во дворе школы, построенной им перед Аджмерскими воротами. Его сыном был знаменитый Камар-уд-Дин Хан Сиддики, Асаф Джах I, первый низам Хайдарабада.

## Филантропия

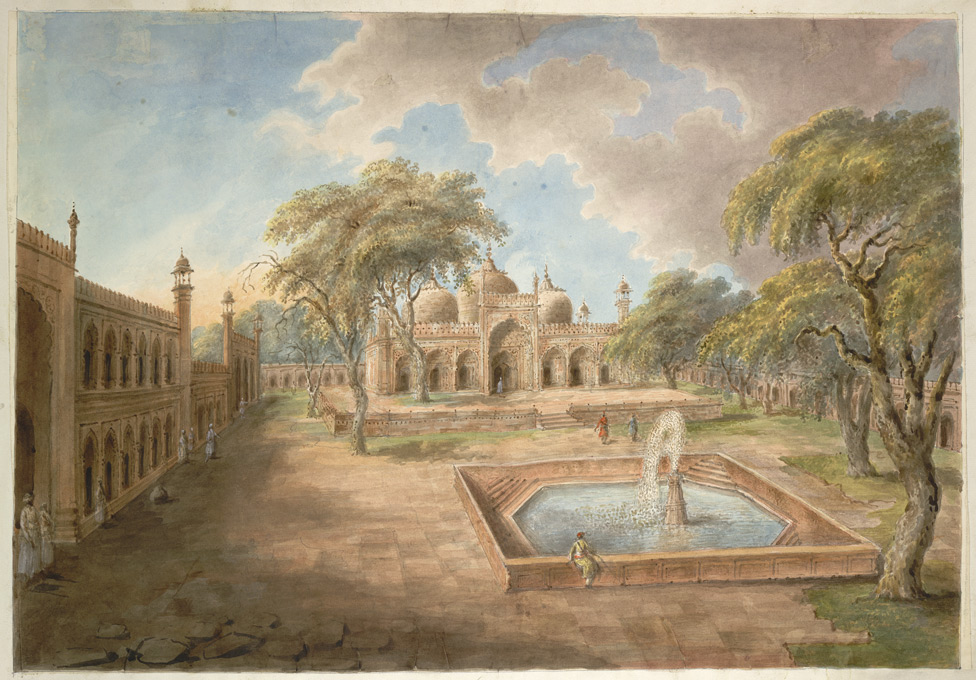
Внутренний двор Медресе Гази уд-Дина Хана в Дели, 1814—1815 годы

В 1690-х годах он в качестве религиозного дара основал медресе Гази уд-Дина Хана. Это Медресе стало историческим и влиятельным колледжем Дели, который позднее был превращен в нынешний Колледж Закира Хуссейна (университет Дели), в 1986 году переехавший в новое здание за Туркманскими воротами, старое здание в комплексе медресе Гази уд-Дина, до сих пор вмещает общежитие для колледжа, а также в нем находится мавзолей Гази уд-Дина.

## Личная жизнь
Гази уд-Дин Хан был трижды женат. В 1668 году в Дели он женился на Наваб Вазир ун-ниссе Бегум Сахибе, урожденной Сафии-ханум, дочери Джумлата уль-Мулька, Наваба Саадуллы Хана Бахадура, визиря падишаха Шах-Джахана. После смерти своей первой жены он во второй раз женился на дочери её младшего брата, Хафизуллы Хана (Миян Хана), субадара Синда. В третий раз он женился на еще одной дочери Хафизуллы Хана. у Гази уд-Дина Хана были сын и дочь:
- Камар уд-Дин, Чин Килич Хан, Хан-и-Дауран, Низам-уль-Мульк Асаф Джах I (11 августа 1671 — 22 мая 1748) — визирь империи Великих Моголов, основатель династии низамов Хайдарабада (1720—1948).
- дочь, вышла замуж за Сахибзаде Хамидуллу Хана, сына Имада уль-Мулька, Наваба Хваджи Мухаммада Мубариз-Хана Бахадура, субадара Декана.